# 湘南魔瓶
湘南魔瓶（日语：ショウナンパンドラ），是日本純種競賽馬匹。生涯活躍於中長途賽事，曾於2014年勝出秋華賞，亦於2015年贏得日本盃，令其成爲同年度的最佳4歲及以上雌馬。

## 出賽前
2011年3月10日出身於北海道白老町白老牧場，成長途中被馬主國本哲秀購入。
其後交由栗東訓練中心練馬師高野友和訓練。

## 競賽生涯

### 2歲
2013年12月8日出戰阪神競馬場2歲新馬戰，比賽初段維持穩定節奏下於直路以凌厲姿態衝出，可惜仍然未能超越Blue Flash下獲得第二。

### 3歲
2014年2月8日以3歲未勝利戰作爲年度首戰，雖然於比賽初段因漏閘以偲要於最後位置追走，但仍然可以於直路衝出並取得首勝
其後出戰妖精錦標，然而於其中再度未能阻止前方馬匹一路領放及衝出，最終以1 3/4馬位差距落敗。
完成妖精錦標後出戰百花盃及香豌豆錦標，但發揮不佳下均於其中僅取得第五。
其後降級出戰條件戰以累積獎金，成功於康乃馨盃及糸魚川錦標中取得一冠一亞的優秀戰績。
入秋後以紫苑錦標作爲起動戰，比賽選擇於較後方的位置推進，並於比賽途中不斷發力加速，最終於通過最後彎道時候經已爬升至到第六的位置。進入直路後，其嘗試逐步衝刺以取得領先，可惜被一同衝出並跑出全場最快末腳的Reve d'Etoiles壓制，最終以頸位差距憾負。
10月19日出戰秋華賞，縱然爲其首次挑戰一級賽，但仍然僅次於優駿牝馬（日本橡樹大賽）冠軍新紀錄及上年度阪神兩歲牝馬錦標冠軍夢幻舞台取得第三人氣。比賽開始後，前方由Peisha Felice帶出，三匹熱門馬均於中團靠後位置追走。通過第三彎道時候，騎師濱中俊指揮湘南魔瓶逐步發力，於第四彎道時候經已進佔先頭有利位置。進入直路後，其進一步閃入內欄位置加速衝出，於節省腳程下成功壓制前方的馬匹取得領先，後續繼續保持速度抵擋新紀錄的追擊，最終以頸位優勢壓贏對手取得首個一級賽冠軍，亦爲練馬師高野友和帶來首個一級賽優勝。

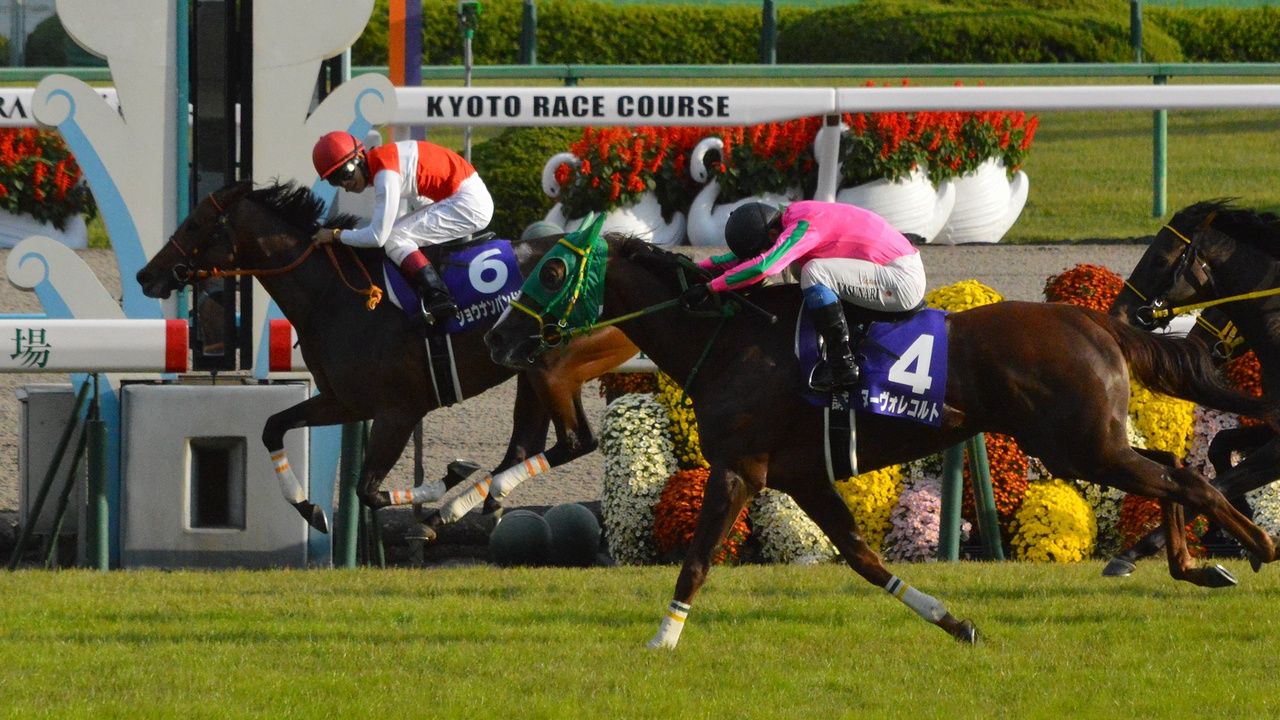
出戰秋華賞的湘南魔瓶

其後出戰女皇伊利沙伯二世盃，將和一衆年長馬匹決戰。比賽開始後，其繼續採用拿手的居中戰術保持穩定的節奏推進，但於進入直路後未能最大程度加速，最終僅以第六完賽。

### 4歲
2015年首戰爲產經大阪盃，然而受到大爛地的影響下其完全無法發揮自身強勁的爆發力及末腳，最終沉沒於馬群之中下以第九大敗。
其後出戰維多利亞一哩賽，於比賽途中保持於中團位置穩步追走，但於直路上受到步速的影響無法及時衝出，最終以第八大敗。
6月28日出戰寶塚紀念，由於其於此前兩戰均錄得大敗的紀錄，因而於賽前僅得第十一人氣。比賽開始後，其繼續保持於第七左右的中團有利位置，並於進入直路後以優秀的反應閃入內欄以最短的路程加速，最終跑出不俗的衝刺下僅敗於朗日清天及有型露比爆冷取得季軍。
夏季放草後出戰9月的產經賞，比賽初段於中團靠後位置展開推進，並於進入直路後以凌厲的姿態加速，爆發出全場最快末腳下超越前方所有對手，最終拉開後方的新紀錄1 1/2馬位奪冠，成爲繼1997年目白多伯後18年以來首匹勝出此賽事的雌馬。
由於勝出產經賞獲得優先出賽權，因而選擇出戰秋季天皇賞。比賽開始後，其處於近乎最後方的位置追走，並於通過第四彎道時候仍然處於第十五左右的位置。進入直路後，其隨即以優秀的反應加速並轟出後600米33.4的恐怖末腳，可惜於初段留得太後下仍然未能扭轉劣勢，最終未能超越朗日清天、善得福及明媚島下獲得第四。
11月29日出戰日本盃，賽前獲得第四人氣。比賽開始後，前方由機伶迷宮帶出，湘南魔瓶則處於中團位置推進，並於通過第三彎道後稍作墮後。進入直路後，縱然其和其他馬匹有所接觸導致其節奏稍爲崩壞，但仍然可以保持冷靜由馬群之中衝出並爆發速度，最終成功壓制由內欄位置一同衝出的最後震撼，以頸位壓贏對手成爲第七匹勝出日本盃的雌馬。

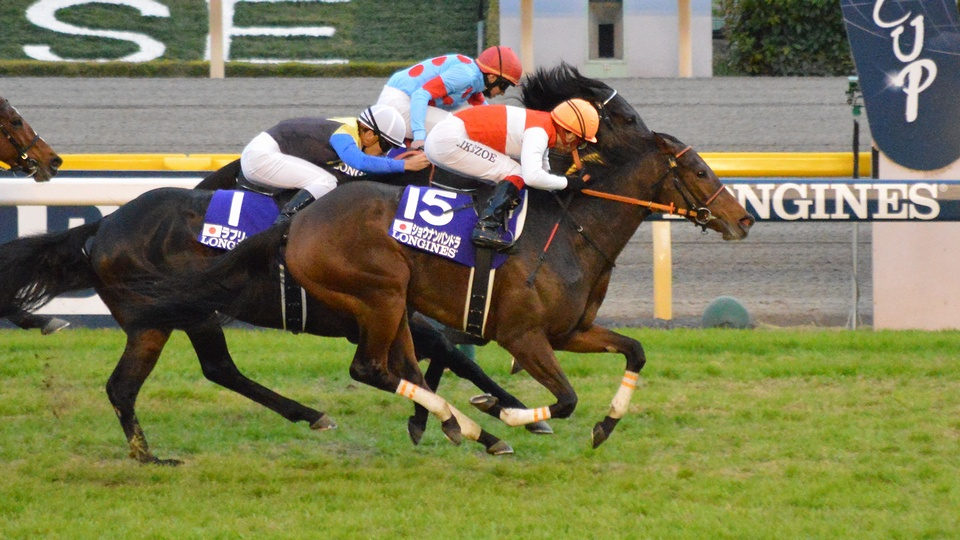
出戰日本盃的湘南魔瓶

其後陣營原定安排其繼續出戰有馬紀念，但於最後的拍跳結束後被發現呼吸異常，最終慎重考慮下決定避戰。
年末，由於其在秋季賽事表現活躍且贏得日本盃，因而於評選中以213票當選最佳4歲及以上雌馬。

### 5歲
2016年再度以產經大阪盃作爲首戰，一直於前方位置推進下未能超越前方的鴻鵠大志及北部玄駒，最終以第三完賽。
其後出戰維多利亞一哩賽，重拾後上戰術於約莫第十四的位置追走，雖然於直路上發揮優秀的加速力，但仍然被一同衝出的真誠少女及覓奇妃壓制，再度獲得第三。
完成維多利亞一哩賽後陣營原定計劃以寶塚紀念爲目標，但於6月10日其被發現左前腳第三趾骨折，因而被安排進入休養。
11月2日於狀況未有好轉下，陣營宣佈其退役的消息，並於同日取消日本中央競馬會的賽駒註冊。

### 詳細賽績
| 日期       | 舉辦國家 | 馬場 | 距離   | 級別 | 賽事名稱           | 負重 | 騎師     | 馬號 | 出馬 | 名次 | 時間   | 頭馬（二馬）   |
| ---------- | -------- | ---- | ------ | ---- | ------------------ | ---- | -------- | ---- | ---- | ---- | ------ | -------------- |
| 8/12/2013  | 日本     | 阪神 | 草1800 |      | 2歲新馬            | 54   | 濱中俊   | 7    | 9    | 2    | 1:49.2 | Blue Flash     |
| 5/1/2014   | 日本     | 京都 | 草2000 |      | 3歲未勝利          | 54   | 濱中俊   | 15   | 16   | 1    | 2:01.0 | （Ice Break）  |
| 8/2/2014   | 日本     | 京都 | 草1600 | OP   | 妖精錦標           | 54   | 濱中俊   | 3    | 11   | 2    | 1:38.0 | Shiny Girl     |
| 21/3/2014  | 日本     | 中山 | 草1800 | GIII | 百花盃             | 54   | 濱中俊   | 5    | 16   | 5    | 1:51.8 | Bounce Shasse  |
| 4/5/2014   | 日本     | 東京 | 草1800 | OP   | 香豌豆錦標         | 54   | 川須榮彥 | 10   | 16   | 5    | 1:47.8 | Shiny Girl     |
| 24/5/2014  | 日本     | 東京 | 草1800 |      | 康乃馨盃           | 54   | 韋紀力   | 17   | 17   | 2    | 1:47.7 | Hazy Moon      |
| 16/8/2014  | 日本     | 新潟 | 草2000 |      | 糸魚川特別         | 52   | 岩田康誠 | 2    | 14   | 1    | 2:00.1 | （Makeup）     |
| 13/9/2014  | 日本     | 新潟 | 草2000 | OP   | 紫苑錦標           | 54   | 岩田康誠 | 7    | 18   | 2    | 2:03.3 | Reve d'Etoiles |
| 19/10/2014 | 日本     | 京都 | 草2000 | GI   | 秋華賞             | 55   | 濱中俊   | 6    | 17   | 1    | 1:57.0 | （新紀錄）     |
| 16/11/2014 | 日本     | 京都 | 草2200 | GI   | 女皇伊利沙伯二世盃 | 54   | 濱中俊   | 12   | 18   | 6    | 2:12.7 | 命運女神       |
| 5/4/2015   | 日本     | 阪神 | 草2000 | GII  | 產經大阪盃         | 55   | 濱中俊   | 10   | 14   | 9    | 2:04.8 | 命運女神       |
| 17/5/2015  | 日本     | 東京 | 草1500 | GI   | 維多利亞一哩賽     | 55   | 濱中俊   | 17   | 18   | 8    | 1:32.8 | 真誠少女       |
| 28/6/2015  | 日本     | 阪神 | 草2200 | GI   | 寶塚紀念           | 56   | 池添謙一 | 1    | 18   | 3    | 2:14.6 | 朗日清天       |
| 27/9/2015  | 日本     | 中山 | 草2200 | GII  | 產經賞             | 55   | 池添謙一 | 3    | 15   | 1    | 2:11.9 | （新紀錄）     |
| 1/11/2015  | 日本     | 東京 | 草2000 | GI   | 秋季天皇賞         | 56   | 池添謙一 | 15   | 18   | 4    | 1:58.6 | 朗日清天       |
| 29/11/2015 | 日本     | 東京 | 草2400 | GI   | 日本盃             | 55   | 池添謙一 | 15   | 18   | 1    | 2:24.7 | （最後震撼）   |
| 3/4/2016   | 日本     | 阪神 | 草2000 | GII  | 產經大阪盃         | 56   | 池添謙一 | 8    | 11   | 3    | 1:59.5 | 鴻鵠大志       |
| 15/5/2016  | 日本     | 東京 | 草1600 | GI   | 維多利亞一哩賽     | 55   | 池添謙一 | 15   | 18   | 3    | 1:31.9 | 真誠少女       |

## 退役後
退役後，湘南魔瓶成爲了繁殖雌馬，於北海道白老町白老牧場休養，在2017年進行配種。首匹子嗣Shonan Highness於2018年出生，可於2020年出賽。

### 詳細繁殖資料
| 數目   | 馬名            | 出生年 | 性別 | 父系     | 練馬師                         | 馬主               | 戰績                       |
| ------ | --------------- | ------ | ---- | -------- | ------------------------------ | ------------------ | -------------------------- |
| 第一匹 | Shonan Highness | 2018   | 雌   | 龍王     | 栗東・高野友和 →園田・保利良平 | 國本哲秀           | 9戰1冠0亞0季（退役・繁殖） |
| 第二匹 | Pandorea        | 2019   | 雌   | 龍王     | 栗東・齊藤崇史                 | Silk Racing Co Ltd | 22戰2冠0亞0季（退役）      |
| 第三匹 | Waterhouse      | 2020   | 雄   | 龍王     | 栗東・高野友和                 | Silk Racing Co Ltd | 13戰2冠3亞0季（現役）      |
| 第四匹 | Reina Dorada    | 2021   | 雌   | 金之霸   | 栗東・高野友和                 | Silk Racing Co Ltd | 4戰0冠0亞0季（退役）       |
| 第五匹 | Shonan Someday  | 2022   | 雌   | 農神節慶 | 美浦・奧村武                   | 國本哲秀           | 4戰1冠0亞1季（現役）       |
| 第六匹 | Shonan Someday  | 2023   | 雄   | 澤芳     | 美浦・奧村武                   | 國本哲秀           | （出賽前）                 |
| 第七匹 | 湘南魔瓶2024    | 2024   | 雄   | 神威啟示 |                                |                    | （出賽前）                 |

## 血統簡介
父系大震撼爲日本賽駒，爲日本賽馬史上第二匹無敗三冠馬，生涯出戰十四場賽事僅得兩場未能勝出，退役後配種成績亦極爲優秀。祖父週日寧靜是美國三冠賽雙軍馬，退役後在日本配種，在日本馬壇相當成功，贏得多項分級賽事，其子嗣贏得巨額獎金。
母系Cutie Gold爲日本賽駒，生涯出戰五場賽事全敗。外祖父French Deputy爲美國賽駒，生涯戰績不俗，曾勝出二級賽。

### 血統表
| 父線：週日寧靜系（Halo系）         |                              |                 |                 |
| 種馬 大震撼 2002年（棗色）         | 週日寧靜 1986年（棕色）      | Halo            | Hail to Reason  |
| 種馬 大震撼 2002年（棗色）         | 週日寧靜 1986年（棕色）      | Halo            | Cosmah          |
| 種馬 大震撼 2002年（棗色）         | 週日寧靜 1986年（棕色）      | Wishing Well    | Understanding   |
| 種馬 大震撼 2002年（棗色）         | 週日寧靜 1986年（棕色）      | Wishing Well    | Mountain Flower |
| 種馬 大震撼 2002年（棗色）         | 風中秀髮 1991年（棗色）      | Alzao           | 利法爾          |
| 種馬 大震撼 2002年（棗色）         | 風中秀髮 1991年（棗色）      | Alzao           | Lady Rebecca    |
| 種馬 大震撼 2002年（棗色）         | 風中秀髮 1991年（棗色）      | Burghclere      | Busted          |
| 種馬 大震撼 2002年（棗色）         | 風中秀髮 1991年（棗色）      | Burghclere      | Highclere       |
| 繁殖雌馬 Cutie Gold 2004年（栗色） | French Deputy 1990年（栗色） | Deputy Minister | Vice Regent     |
| 繁殖雌馬 Cutie Gold 2004年（栗色） | French Deputy 1990年（栗色） | Deputy Minister | Mint Copt       |
| 繁殖雌馬 Cutie Gold 2004年（栗色） | French Deputy 1990年（栗色） | Mitterand       | Hold Your Peace |
| 繁殖雌馬 Cutie Gold 2004年（栗色） | French Deputy 1990年（栗色） | Mitterand       | Laredo Lass     |
| 繁殖雌馬 Cutie Gold 2004年（栗色） | Golden Sash 1988年（栗色）   | Dictus          | Sanctus         |
| 繁殖雌馬 Cutie Gold 2004年（栗色） | Golden Sash 1988年（栗色）   | Dictus          | Doronic         |
| 繁殖雌馬 Cutie Gold 2004年（栗色） | Golden Sash 1988年（栗色）   | Dyna Sash       | 北方風味        |
| 繁殖雌馬 Cutie Gold 2004年（栗色） | Golden Sash 1988年（栗色）   | Dyna Sash       | Royal Sash      |
| 雌系：號族：1-t                    |                              |                 |                 |
| 五代內近親交配：北地舞人 5×5×5     |                              |                 |                 |

## 命名由來
名字中，Shonan（ショウナン）是馬主國本哲秀冠名，來自其所居住的神奈川縣湘南地域，Pandora（パンドラ）即是古希臘神話中的潘朵拉，香港則取此神話中魔盒的傳說，翻譯为「魔瓶」。

## 外部連結
- 湘南魔瓶 netkeiba.com （页面存档备份，存于）
- 血統表